# Toma Junior Popov

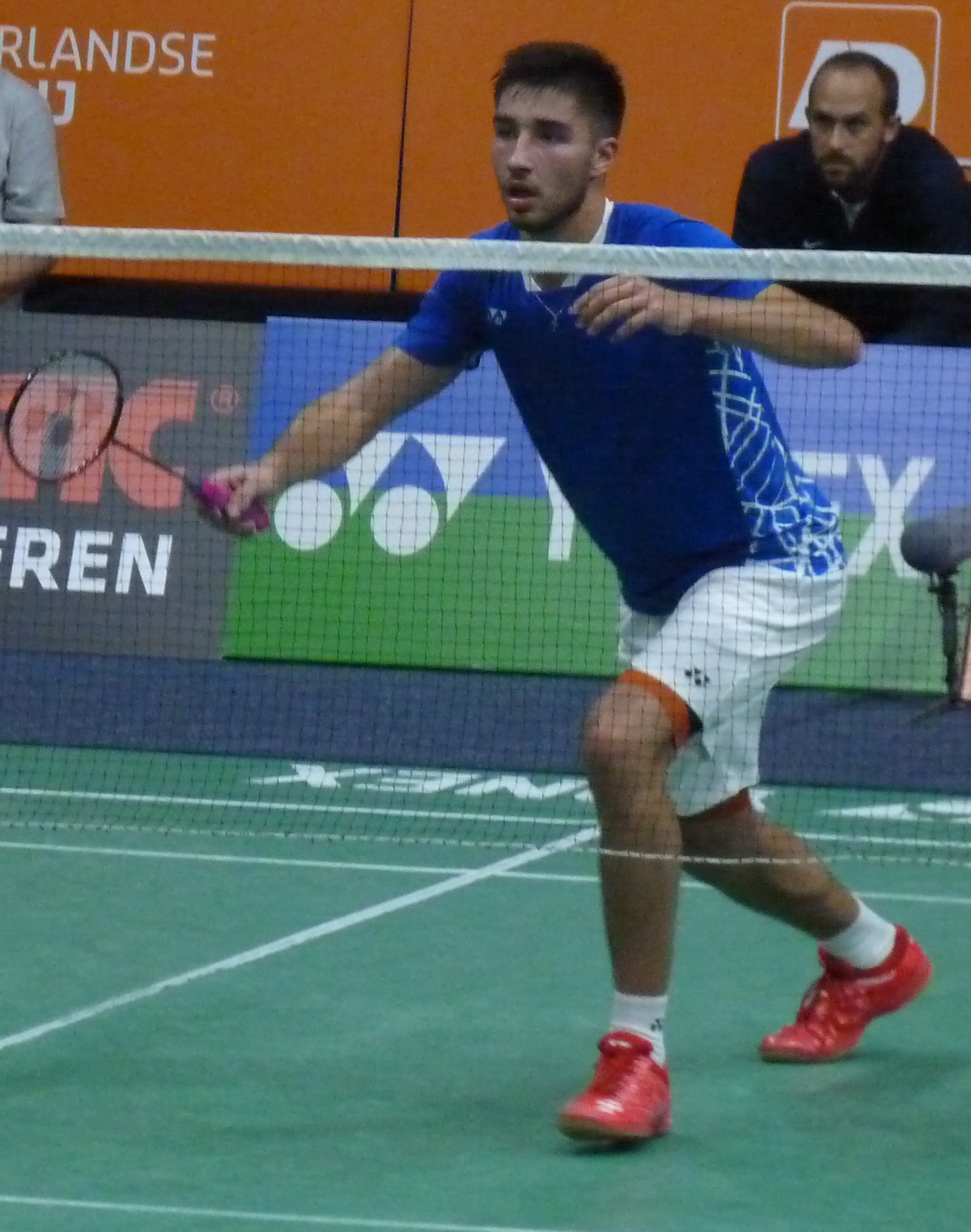
Toma Junior Popov (2018)

Toma Junior Popov (* 29. September 1998 in Sofia, Bulgarien) ist ein französischer Badmintonspieler.

## Leben und Karriere
Toma Junior Popov wurde als Sohn des bulgarischen Badmintonspielers Toma Popov, welcher später nach Frankreich übersiedelte, in der bulgarischen Hauptstadt Sofia geboren. Toma Junior Popov zog im Alter von sechs Jahren mit seiner Mutter und seinem jüngeren Bruder Christo nach Fos-sur-Mer im Süden Frankreichs. Er siegte 2014 bei den Bulgaria Open im Herrendoppel mit Thomas Vallez. Bei den Swiss Juniors 2014 belegte er Rang drei, bei den Bulgarian Juniors 2014 und den Polish Juniors 2015 jeweils Rang zwei. 2017 wurde er Junioreneuropameister.